# Mountain Home (Idaho)
Mountain Home település az Amerikai Egyesült Államok Idaho államában, Elmore megyében, melynek megyeszékhelye is. Lakosainak száma 15 979 fő (2020. április 1.).

## Népesség
A település népességének változása:

| 2010 | 14 206 |
| 2020 | 15 979 |